# 索爾珀河 (萊內河支流)
51°9′33.2″N 8°20′22.4″E / 51.159222°N 8.339556°E

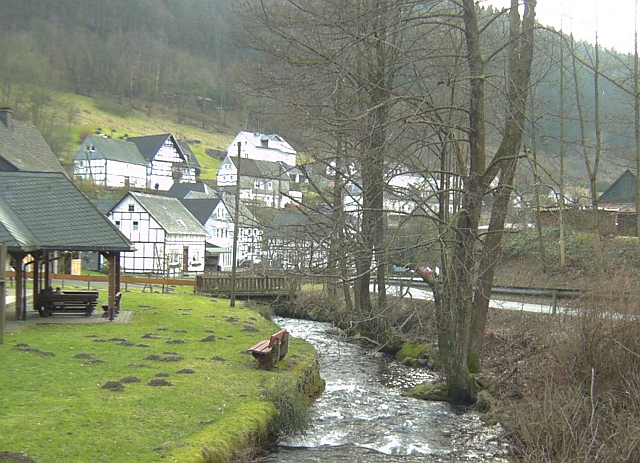

索爾珀河（德語：Sorpe），是德國的河流，位於該國西部，處於北萊茵-威斯特法倫州，屬於萊內河的右支流，河道全長10.3公里，流域面積16.6平方公里。